# Discografia lui Phil Collins

12"ers, album de remix lansat în 1987

Aceasta este o listă a albumelor și a discurilor single cântărețului Phil Collins. Această discografie nu conține piesele sale cu Genesis, Brand X sau alte formații.
Din 2002 Collins a vândut peste 100 de milioane de înregistrări ca artist solo.

## Albume
| An   | Statistici tabel | Discuri single |  |
| ---- | --- | --- |  |
| 1981 | - Face Value - Lansat: 9 februarie 1981 - Album de studio - În lume: 8,7 milioane                                                                           | - "I Missed Again" - "In the Air Tonight" - "If Leaving Me Is Easy" |  |
| 1982 | - Hello, I Must Be Going! - Lansat: 1 noiembrie 1982 - Album de studio - În lume: 5,9 milioane                                                              | - "Thru These Walls" - "You Can't Hurry Love" - "I Don't Care Anymore" - "Don't Let Him Steal Your Heart Away" - "I Cannot Believe It's True" - "Why Can't It Wait 'Til Morning?" |  |
| 1985 | - No Jacket Required - Lansat: 18 februarie 1985 - Album de studio - În lume: 16,9 milioane                                                                 | - "One More Night" - "Sussudio" - "Don't Lose My Number" - "Take Me Home" |  |
| 1987 | - 12"ers | - Album de remix - În lume: 0,75 milioane |  |
| 1989 | - ...But Seriously - Lansat: 20 noiembrie 20 1989 - Album de studio - În lume: 10,5 milioane                                                                | - "Another Day in Paradise" - "I Wish It Would Rain Down" - "Do You Remember?" - "Something Happened On the Way to Heaven" - "Hang in Long Enough" - "That's Just the Way it is"  |  |
| 1990 | - Serious Hits... Live! - Lansat: 5 noiembrie 1990 - Album live - În lume: 7,7 milioane                                                                     | - "Do You Remember?" - "Who Said I Would" |  |
| 1993 | - Both Sides - Lansat: 8 noiembrie 1993 - Album de studio - În lume: 4,1 milioane                                                                           | - ”Both Sides of the Story” - ”Everyday” - "We Wait and We Wonder" |  |
| 1996 | - Dance into the Light - Lansat: 21 octombrie 1996 - Album de studio - În lume: 2,1 milioane                                                                | - "Dance Into the Light" - "It's in Your Eyes" - "Wear My Hat" |  |
| 1998 | - ...Hits - Released: 5 octombrie 1998 - Collecție de cele mai mari hit-uri - În lume: 6 milioane [5,9 milioane]                                            | - "True Colors" |  |
| 2002 | - Testify - Lansat: 11 noiembrie 2002 - Album de studio - În lume: 1,6 milioane                                                                             | - "Can't Stop Loving You" - "Come with Me" - "Wake Up Call" - "Testify" - "The Least You Can Do"                                                                                  |  |
| 2004 | - The Platinum Collection - Lansat: 31 mai 2004 - Box set care include albumele "Face Value", "No Jacket Required" și "...But Seriously" - În lume: 150.000 | |  |
| 2004 | - Love Songs: A Compilation... Old and New - Lansat: 1 noiembrie 2004 - Colecție de balade - În lume: 1,7 milioane                                          | - "Don't Let Him Steal Your Heart Away" - "Tearing And Breaking" |  |

### Coloane sonore notabile
| An   | Coloană sonoră                             | Discuri single                                  |
| ---- | ------------------------------------------ | ----------------------------------------------- |
| 1984 | - Against All Odds - În lume: 1,6 milioane | - "Against All Odds (Take a Look at Me Now)"    |
| 1985 | - White Nights - În lume: 1,6 milioane     | - ”Separate Lives”                              |
| 1988 | - Buster - În lume: 1,7 milioane           | - "Groovy Kind of Love" - "Two Hearts"          |
| 1999 | - Tarzan - În lume: 3,5 million            | - "You'll Be in My Heart" - "Strangers Like Me" |
| 2003 | - Brother Bear - U.S. #52 - DE #24         | - "Look Through My Eyes" - "No Way Out"         |

### The Phil Collins Big Band
| An   |                                           |
| ---- | ----------------------------------------- |
| 1999 | - A Hot Night in Paris - UK #103 - DE #47 |

## Discuri single
| An   | Titlu                                              | Album                                          | UK                      | US    | US AC | US Rock | DE     |   |
| ---- | -------------------------------------------------- | ---------------------------------------------- | ----------------------- | ----- | ----- | ------- | ------ | - |
| 1981 | "In the Air Tonight"                               | Face Value                                     | 2                       | 19    | -     | 2       | 1 (1)  |   |
| 1981 | "I Missed Again"                                   | Face Value                                     | 14                      | 19    | -     | 8       | 23     |   |
| 1981 | "If Leaving Me Is Easy"                            | Face Value                                     | 17                      | -     | -     | -       | 61     |   |
| 1981 | "Behind The Lines"                                 | Face Value                                     | -                       | -     | -     | 58      | -      |   |
| 1982 | "Thru These Walls"                                 | Hello, I Must Be Going!                        | 56                      | -     | -     | 34      | -      |   |
| 1982 | "You Can't Hurry Love"                             | Hello, I Must Be Going!                        | 1 (2)                   | 10    | 9     | 24      | 3      |   |
| 1983 | "I Don't Care Anymore"                             | Hello, I Must Be Going!                        | -                       | 39    | -     | 3       | -      |   |
| 1983 | "Don't Let Him Steal Your Heart Away"              | Hello, I Must Be Going!                        | 45                      | -     | -     | -       | -      |   |
|      | 1983                                               | "Why Can't It Wait 'Til Morning"               | Hello, I Must Be Going! | 89    | -     | -       | -      | - |
| 1983 | "I Cannot Believe It's True"                       | Hello, I Must Be Going!                        | -                       | 79    | -     | -       | -      |   |
| 1983 | "Do You Know, Do You Care?"                        | Hello, I Must Be Going!                        | -                       | -     | -     | 41      | -      |   |
| 1983 | "Like China"                                       | Hello, I Must Be Going!                        | -                       | -     | -     | 17      | -      |   |
| 1984 | "Against All Odds (Take a Look at Me Now)"         | Against All Odds (OST)                         | 2                       | 1 (3) | 6     | 1 (1)   | 9      |   |
| 1984 | "Easy Lover" (with Philip Bailey)                  | Chinese Wall (Philip Bailey album)             | 1 (4)                   | 2     | 15    | 5       | 5      |   |
| 1985 | "One More Night"                                   | No Jacket Required                             | 4                       | 1 (2) | 1     | 4       | 10     |   |
| 1985 | "Sussudio"                                         | No Jacket Required                             | 12                      | 1 (1) | 30    | 10      | 17     |   |
| 1985 | "Don't Lose My Number"                             | No Jacket Required                             | -                       | 4     | 25    | 33      | -      |   |
| 1985 | "Take Me Home"                                     | No Jacket Required                             | 19                      | 7     | 2     | 12      | -      |   |
| 1984 | "Inside Out"                                       | No Jacket Required                             | -                       | -     | -     | 9       | -      |   |
| 1985 | "Separate Lives" (with Marilyn Martin)             | White Nights (OST)                             | 4                       | 1 (1) | 1     | -       | 50     |   |
| 1988 | "In the Air Tonight (remix)"                       | non-album single                               | 4                       | -     | -     | -       | 3      |   |
| 1988 | "A Groovy Kind of Love"                            | Buster (OST)                                   | 1 (2)                   | 1 (2) | -     | -       | 3      |   |
| 1988 | "Two Hearts"                                       | Buster (OST)                                   | 6                       | 1 (2) | 1     | -       | 3      |   |
| 1989 | "Another Day in Paradise"                          | ...But Seriously                               | 2                       | 1 (4) | 1     | 7       | 1 (10) |   |
| 1990 | "I Wish It Would Rain Down"                        | ...But Seriously                               | 7                       | 3     | 3     | 5       | 8      |   |
| 1990 | "Do You Remember?"                                 | ...But Seriously                               | -                       | 4     | 1     | -       | -      |   |
| 1990 | "Something Happened on the Way to Heaven"          | ...But Seriously                               | 15                      | 4     | 2     | 34      | 26     |   |
| 1990 | "That's Just the Way it Is"                        | ...But Seriously                               | 26                      | -     | -     | -       | 51     |   |
| 1990 | "Hang in Long Enough"                              | ...But Seriously                               | 34                      | 23    | -     | -       | -      |   |
| 1990 | "Do You Remember? (live)"                          | Serious Hits... Live!                          | 57                      | -     | -     | -       | 46     |   |
| 1991 | "Who Said I Would"                                 | Serious Hits... Live!                          | --                      | 73    | -     | -       | -      |   |
| 1993 | "Hero" (with David Crosby)                         | Thousand Roads (David Crosby album)            | 56                      | 44    | 3     | -       | -      |   |
| 1993 | "Both Sides of the Story"                          | Both Sides                                     | 7                       | 25    | 10    | 24      | 12     |   |
| 1994 | "Everyday"                                         | Both Sides                                     | 15                      | 24    | 2     | -       | 35     |   |
| 1994 | "We Wait and We Wonder"                            | Both Sides                                     | 45                      | -     | -     | -       | 52     |   |
| 1996 | "Somewhere"                                        | The songs of West Side Story (Various Artists) | -                       | -     | 7     | -       | -      |   |
| 1996 | "Dance into the Light"                             | Dance into the Light                           | 9                       | 45    | 6     | -       | 42     |   |
| 1996 | "It's in Your Eyes"                                | Dance into the Light                           | 30                      | 77    | 8     | -       | -      |   |
| 1997 | "No Matter Who"                                    | Dance into the Light                           | -                       | -     | -     | -       | 69     |   |
| 1997 | "Wear My Hat"                                      | Dance into the Light                           | 43                      | -     | -     | -       | 81     |   |
| 1997 | "The Same Moon"                                    | Dance into the Light                           | -                       | -     | -     | -       | 87     |   |
| 1998 | "True Colors"                                      | Hits                                           | 26                      | -     | 2     | -       | 35     |   |
| 1999 | "You'll Be in My Heart"                            | Tarzan (OST)                                   | 17                      | 21    | 1     | -       | 20     |   |
| 2000 | "Strangers Like Me"                                | Tarzan (OST)                                   | -                       | -     | 10    | -       | 29     |   |
| 2000 | "Son of Man"                                       | Tarzan (OST)                                   | -                       | -     | -     | -       | 68     |   |
| 2000 | "Two Worlds"                                       | Tarzan (OST)                                   | -                       | -     | -     | -       | 43     |   |
| 2001 | "In the Air Tonite" (Lil' Kim feat. Phil Collins)  | Urban Renewal (Phil Collins tribute album)     | 26                      | -     |       | -       | 3      |   |
| 2002 | "Can't Stop Loving You"                            | Testify                                        | 28                      | 76    | 1     | -       | 11     |   |
| 2003 | "Come With Me"                                     | Testify                                        | -                       | -     | 16    | -       | -      |   |
| 2003 | "The Least You Can Do" / "Wake Up Call"            | Testify                                        | 86                      | -     | -     | -       | -      |   |
| 2003 | "Wake Up Call"                                     | Testify                                        | -                       | -     | -     | -       | 87     |   |
| 2003 | "Home" (Bone Thugs-N-Harmony feat. Phil Collins)   | Thug World Order (Bone Thugs-N-Harmony album)  | 19                      | -     | -     | -       | -      |   |
| 2003 | "The Least You Can Do"                             | Testify                                        | -                       | -     | -     | -       | -      |   |
| 2003 | "Look Through My Eyes"                             | Brother Bear (OST)                             | 61                      | -     | 5     | -       | 51     |   |
| 2003 | "On My Way / The Least You Can Do"                 | Brother Bear (OST)                             | -                       | -     | -     | -       | -      |   |
| 2004 | "No Way Out"                                       | Brother Bear (OST)                             | -                       | -     | -     | -       | 74     |   |
| 2004 | "Don't Let Him Steal Your Heart Away" (re-release) | Love Songs: A Compilation... Old and New       | -                       | -     | 5     | -       | -      |   |
| 2005 | "You Touch My Heart"                               | Testify                                        | -                       | -     | 25    | -       | -      |   |
| 2007 | "In The Air Tonight" (download only re-release)    | Face Value                                     | 14                      | -     | -     | -       | -      |   |

## VHS/DVD
1. 1984:  Live at Perkins Palace (Muzică)
2. 1985:  No Jacket Required EP (Muzică)
3. 1985:  No Ticket Required (Muzică)
4. 1985:  All Live (Muzică)
5. 1989:  The Singles Collection (Muzică)
6. 1990:  Serious Hits... Live! (Muzică)
7. 1992:  ...But Seriously, the videos (Muzică)
8. 1997:  Live and Loose in Paris (Muzică)
9. 1999:  Classic Albums:  Phil Collins – Face Value (Documentar)
10. 2002:  Phil Collins – A Life Less Ordinary (Documentar)
11. 2004:  Finally – The First Farewell Tour (Muzică) *DE numărul 14 (Tabel Album)
12. 2007:  The Long Goodnight: A Film About Phil Collins (Documentar)

## Albume tribut
| 2001 | - Urban Renewal - DE #3 | - "Another Day in Paradise" by Brandy feat. Ray J - "In the Air Tonite" by Lil' Kim feat. Phil Collins - "Something Happened On The Way To Heaven" - Deborah Cox |